# شیراوند (هلیلان)
شیراوند، روستایی در دهستان گوران بخش مرکزی شهرستان هلیلان در استان ایلام ایران است. این روستا، مرکز دهستان گوران است.

## جمعیت
بر پایه سرشماری عمومی نفوس و مسکن در سال ۱۳۹۵، جمعیت این روستا برابر با ۱٬۳۹۱ نفر (۳۹۲ خانوار) بوده‌است.